# العلاقات الإسواتينية الفيجية
العلاقات الإسواتينية الفيجية هي العلاقات الثنائية التي تجمع بين إسواتيني وفيجي.

## مقارنة بين البلدين
هذه مقارنة عامة ومرجعية للدولتين:
| وجه المقارنة                                              | إسواتيني                                   | فيجي                                                                 |
| --------------------------------------------------------- | ------------------------------------------ | -------------------------------------------------------------------- |
| المساحة (كم2)                                             | 17.36 ألف                                  | 18.27 ألف                                                            |
| عدد السكان (نسمة)                                         | 1.37 مليون                                 | 915.30 ألف                                                           |
| الكثافة السكانية (ن./كم²)                                 | 78.92                                      | 50.1                                                                 |
| العاصمة                                                   | لوبامبا، مبابان                            | سوفا                                                                 |
| اللغة الرسمية                                             | لغة إنجليزية، لغة سوازي                    | لغة إنجليزية، اللغة الفيجية، اللغة الفيجي الهندية، اللغة الهندستانية |
| العملة                                                    | ليلانغيني سوازيلندي                        | دولار فيجي                                                           |
| الناتج المحلي الإجمالي (بليون دولار)                      | 4.41 مليار                                 | 5.06 مليار                                                           |
| الناتج المحلي الإجمالي (تعادل القوة الشرائية) بليون دولار | 11.13 مليار                                | 8.32 مليار                                                           |
| الناتج المحلي الإجمالي الاسمي للفرد دولار أمريكي          | 3.20 ألف                                   | 4.96 ألف                                                             |
| الناتج المحلي الإجمالي للفرد دولار أمريكي                 | 8.29 ألف                                   | 8.79 ألف                                                             |
| مؤشر التنمية البشرية                                      | 0.531                                      | 0.727                                                                |
| رمز المكالمات الدولي                                      | +268                                       | +679                                                                 |
| رمز الإنترنت                                              | .sz                                        | .fj                                                                  |
| المنطقة الزمنية                                           | التوقيت القياسي لجنوب أفريقيا، ت ع م+02:00 | ت ع م+12:00                                                          |

## منظمات دولية مشتركة
يشترك البلدان في عضوية مجموعة من المنظمات الدولية، منها:
| علم المنظمة | اسم المنظمة                                 | تاريخ انضمام إسواتيني | تاريخ انضمام فيجي |
| ----------- | ------------------------------------------- | --------------------- | ----------------- |
|             | الاتحاد البريدي العالمي                     | ?                     | ?                 |
|             | يونسكو                                      | 25 يناير 1978         | 14 يوليو 1983     |
|             | البنك الدولي للإنشاء والتعمير               | 22 سبتمبر 1969        | 28 مايو 1971      |
|             | منظمة التجارة العالمية                      | ?                     | ?                 |
|             | وكالة ضمان الاستثمار متعدد الأطراف          | 18 أبريل 1990         | 24 سبتمبر 1990    |
|             | الاتحاد الدولي للاتصالات                    | 11 نوفمبر 1970        | 5 مايو 1971       |
|             | منظمة الشرطة الجنائية الدولية               | ?                     | ?                 |
|             | مؤسسة التمويل الدولية                       | 22 سبتمبر 1969        | 12 يوليو 1979     |
|             | الأمم المتحدة                               | 24 سبتمبر 1968        | 13 أكتوبر 1970    |
|             | مجموعة دول أفريقيا والكاريبي والمحيط الهادئ | ?                     | ?                 |
|             | مؤسسة التنمية الدولية                       | 22 سبتمبر 1969        | 29 سبتمبر 1972    |
|             | منظمة حظر الأسلحة الكيميائية                | ?                     | ?                 |
|             | المركز الدولي لتسوية المنازعات الاستشارية   | 14 يوليو 1971         | 10 سبتمبر 1977    |

## وصلات خارجية
- موقع وزارة الخارجية الفيجية